# ビシュラ・ジャンス
ビュスラ・ジャンス・クルチュク（Büşra Cansu Kılıçlı、1990年7月16日 - ）は、トルコの女子バレーボール選手。ポジションはミドルブロッカー。トルコ代表。

## 来歴
2009年、トルコ代表に初選出される。
2010年、10-11月に日本で開催された世界選手権に出場した。2011年の欧州選手権では銅メダルを獲得した。
2012年5月に地元で行われたロンドン五輪欧州大陸予選で本大会の出場権を獲得した。同年6-7月のワールドグランプリでは銅メダルを獲得した。同年8月、ロンドンオリンピックに出場した。
2013年のFIVBワールドグランプリではレギュラーとして活躍した。2015年、モントルーバレーマスターズで初優勝の原動力となり、ベストミドルブロッカー賞を受賞した。

## 球歴
- オリンピック - 2012年（9位）
- 世界選手権 - 2010年（6位）
- 欧州選手権 - 2011年（3位）、2013年（7位）
- ワールドグランプリ - 2012年（3位）、2013年（8位）

## 受賞歴
- 2015年 モントルーバレーマスターズ ベストミドルブロッカー賞

## 所属クラブ
- エジザージュバシュ・ヴィトラ（2008-2019年）
- ベシクタシュ（2019-2020年）
- テュルク・ハワ・ヨルラル（2020-2021年）
- サリエル・ベレディイェスポル（2021-2023年）
- クゼイボル（2023-2024年）
- テュルク・ハワ・ヨルラル（2024年-）